# Канесаш
Канесаш (порт. Caneças; МФА: [kɐ.ˈne.sɐʃ]) — парафія в Португалії, у муніципалітеті Одівелаш. Розташована в західній частині країни, на теренах історичної португальської провінції Ештремадура. Входить до складу округу Лісабон. За адміністративним поділом, чинним до 1976 року, терени парафії були складовою провінції Ештремадура. Належить до Лісабонського патріархату Католицької церкви. Патрон — святий Петро. Площа — 5,9449 км². Населення — 12413 ос. (2011). Сильно урбанізований регіон. Густота населення — 2088,01 осіб/км²
. Код — 111601.

## Населення
| Кількість мешканців | Кількість мешканців | Кількість мешканців | Кількість мешканців | Кількість мешканців | Кількість мешканців | Кількість мешканців | Кількість мешканців | Кількість мешканців | Кількість мешканців | Кількість мешканців | Кількість мешканців | Кількість мешканців | Кількість мешканців | Кількість мешканців |
| ------------------- | ------------------- | ------------------- | ------------------- | ------------------- | ------------------- | ------------------- | ------------------- | ------------------- | ------------------- | ------------------- | ------------------- | ------------------- | ------------------- | ------------------- |
| 1864                | 1878                | 1890                | 1900                | 1911                | 1920                | 1930                | 1940                | 1950                | 1960                | 1970                | 1981                | 1991                | 2001                | 2011                |
|                     |                     |                     |                     |                     | 1 096               | 1 181               | 1 367               | 1 962               | 2 709               | 3 812               | 6 937               | 9 664               | 10 647              | 12 324              |

## Пам'ятки
З джерел у Канесаші бере початок Акведук Вільних Вод, що постачав Лісабон водою у минулих сторіччях.